# Phyllidiopsis blanca
Phyllidiopsis blanca is een slakkensoort uit de familie van de Phyllidiidae. De wetenschappelijke naam van de soort is voor het eerst geldig gepubliceerd in 1988 door Gosliner & Behrens.